# Glamis
Glamis (en gaélico escocés: Glamais pronunciación en inglés: /ˈɡlɑːmz/, glahmz/) es una pequeña ciudad de Angus, Escocia. Conocida especialmente por su majestuoso castillo, a partir del cual se desarrolló la población actual.
En este castillo, muy vinculado a la familia real británica, residió la reina Isabel, consorte del rey Jorge VI, y nació la princesa Margarita (segunda hija de esta última), la primera princesa real británica nacida en Escocia en los últimos siglos.

## Turismo
El castillo, germen de la actual localidad de Glamis, es uno de los más famosos y visitados castillos de Escocia.